# Ендербі 2
Ендербі 2 (англ. Enderby 2) — індіанська резервація в Канаді, у провінції Британська Колумбія, у межах регіонального округу Норт-Оканаґан.

## Населення
За даними перепису 2016 року, індіанська резервація нараховувала 316 осіб, показавши скорочення на 19,0%, порівняно з 2011-м роком. Середня густина населення становила 13,7 осіб/км².
З офіційних мов обидвома одночасно володіли 10 жителів, тільки англійською — 310. Усього 20 осіб вважали рідною мовою не одну з офіційних, з них 15 — одну з корінних мов.
Працездатне населення становило 52% усього населення, рівень безробіття — 26,9%.

## Клімат
Середня річна температура становить 7,7°C, середня максимальна – 23,7°C, а середня мінімальна – -11,9°C. Середня річна кількість опадів – 576 мм.
| Клімат поселення                              | Клімат поселення | Клімат поселення | Клімат поселення | Клімат поселення | Клімат поселення | Клімат поселення | Клімат поселення | Клімат поселення | Клімат поселення | Клімат поселення | Клімат поселення | Клімат поселення | Клімат поселення |
| Показник                                      | Січ.             | Лют.             | Бер.             | Квіт.            | Трав.            | Черв.            | Лип.             | Серп.            | Вер.             | Жовт.            | Лист.            | Груд.            |                  |
| Середній максимум, °C                         | 2,16             | 5,60             | 10,33            | 15,29            | 19,96            | 23,70            | 22,34            | 22,14            | 16,80            | 10,40            | 4,35             | −0,74            |                  |
| Середня температура, °C                       | −4,88            | −1,46            | 3,29             | 8,24             | 12,92            | 16,66            | 19,36            | 19,16            | 13,82            | 7,41             | 1,37             | −3,73            |                  |
| Середній мінімум, °C                          | −11,94           | −8,51            | −3,76            | 1,19             | 5,87             | 9,61             | 16,38            | 16,16            | 10,84            | 4,43             | −1,6             | −6,72            |                  |
| Норма опадів, мм                              | 56               | 32               | 32               | 36               | 54               | 59               | 50               | 38               | 42               | 45               | 68               | 64               |                  |
| Середньомісячна швидкість вітру, м/с          | 1.74             | 1.70             | 1.92             | 2.11             | 2.03             | 2.00             | 1.92             | 1.81             | 1.70             | 1.71             | 1.90             | 1.90             |                  |
| Середньомісячна сонячна радіація, кДж/м²·день | 3154             | 6441             | 11401            | 16467            | 20173            | 21804            | 22961            | 19555            | 13766            | 7863             | 3629             | 2524             |                  |
| --------------------------------------------- | ---------------- | ---------------- | ---------------- | ---------------- | ---------------- | ---------------- | ---------------- | ---------------- | ---------------- | ---------------- | ---------------- | ---------------- | ---------------- |
| Джерело:                                      |                  |                  |                  |                  |                  |                  |                  |                  |                  |                  |                  |                  |                  |